# Supercopa de la CAF 2021 (mayo)
La Supercopa de la CAF 2021 (mayo) (oficialmente la Supercopa de la CAF Total 2021 por razones de patrocinio) fue la 29.ª edición de la Supercopa de la CAF. El encuentro organizado por la Confederación Africana de Fútbol fue disputado entre el Al-Ahly, ganador de la Liga de Campeones de la CAF y el RS Berkane, ganador de la Copa Confederación de la CAF, el encuentro fue disputado en el Estadio Jassim bin Hamad de la ciudad de Doha, Catar, el 28 de mayo de 2021.
El partido estaba programado originalmente para jugarse los días 14, 15 o 16 de agosto de 2020, en Catar por tercera temporada consecutiva, después de que firmaron un acuerdo de tres años con la CAF hace dos temporadas. Sin embargo, el partido se retrasó debido al aplazamiento de la Liga de Campeones de la CAF 2019-20 y la Copa Confederación CAF como resultado de la pandemia de COVID-19. El 20 de noviembre de 2020, la CAF anunció que el partido se jugaría en El Cairo, Egipto, con la fecha fijada para el 10 de diciembre de 2020. Sin embargo, RS Berkane se negó a jugar el partido en el país de origen del Al-Ahly, e insistió en que el partido se jugara en un país neutral. La CAF anunció el 10 de diciembre de 2020 que el partido se trasladaría de nuevo a Catar y se jugaría en la primera mitad de 2021. El partido se programó finalmente para el día 28 de mayo de 2021.
Al-Ahly ganó el partido 2–0, obteniendo su séptimo título de la Supercopa de la CAF, tras los triunfos en 2002, 2006, 2007, 2009, 2013 y 2014.

## Participantes
En negrita ediciones donde el equipo salió ganador.
| Equipo     | Vía de clasificación                               | Participaciones previas                            |
| ---------- | -------------------------------------------------- | -------------------------------------------------- |
| Al-Ahly    | Campeón de la Liga de Campeones de la CAF 2019-20  | 8 (1994, 2002, 2006, 2007, 2009, 2013, 2014, 2015) |
| RS Berkane | Campeón de la Copa Confederación de la CAF 2019-20 | Debutante                                          |

## Final
| 28 de mayo de 2021 | Al-Ahly                   | 2:0 (0:0) | RS Berkane | Estadio Jassim bin Hamad, Doha,                            |                                                            |
|                    | - Sherif 57' - Mohsen 82' | Reporte   |            | Asistencia: 3000 espectadores Árbitro(s): Mustapha Ghorbal | Asistencia: 3000 espectadores Árbitro(s): Mustapha Ghorbal |

|  |  |

| POR            | 16 | Mohamed El Shenawy |       |     |
| DEF            | 12 | Ayman Ashraf       | 5'    | 46' |
| DEF            | 6  | Yasser Ibrahim     | 21'   | 46' |
| DEF            | 3  | Badr Benoun        |       |     |
| DEF            | 30 | Mohamed Hany       | 89'   |     |
| MED            | 15 | Aliou Dieng        |       |     |
| MED            | 17 | Amr El Solia       |       |     |
| MED            | 19 | Mohamed Magdy      |       |     |
| DEL            | 27 | Taher Mohamed      |       | 84' |
| DEL            | 14 | Hussein El Shahat  | 67'   | 67' |
| DEL            | 10 | Mohamed Sherif     |       | 85' |
| Substitutos:   |    |                    |       |     |
| POR            | 13 | Ali Lotfi          |       |     |
| DEF            | 5  | Ramy Rabia         |       | 46' |
| DEF            | 21 | Ali Maâloul        | 48'   | 46' |
| MED            | 8  | Hamdy Fathy        |       | 85' |
| MED            | 11 | Walid Soliman      |       |     |
| DEL            | 7  | Mahmoud Kahraba    | 90+2' | 84' |
| DEL            | 18 | Salah Mohsen       |       | 67' |
| Entrenador:    |    |                    |       |     |
| Pitso Mosimane |    |                    |       |     |

| POR               | 1  | Zouheir Laâroubi   |     |     |
| DEF               | 23 | Omar Nemsaoui      |     |     |
| DEF               | 4  | Issoufou Dayo      | 71' |     |
| DEF               | 14 | Ismail Mokadem     |     |     |
| DEF               | 25 | Mohamed Aziz       |     | 66' |
| MED               | 8  | Larbi Naji         |     | 86' |
| MED               | 21 | Bakr El Helali     |     | 65' |
| MED               | 29 | Mohamed Farhane    |     | 78' |
| MED               | 10 | Zaid Krouch        |     | 77' |
| DEL               | 7  | Hamdi Laachir      |     |     |
| DEL               | 9  | Mouhcine Iajour    |     |     |
| Substitutos:      |    |                    |     |     |
| POR               | 12 | Hamza Hamiani      |     |     |
| DEF               | 15 | Hamza Regragui     |     |     |
| DEF               | 33 | Abdelkrim Baadi    |     | 66' |
| MED               | 11 | Zakaria Hadraf     |     | 65' |
| MED               | 17 | Amine El Kass      |     | 78' |
| DEL               | 3  | Brahim El Bahraoui |     | 86' |
| DEL               | 19 | Alain Traoré       |     | 77' |
| Entrenador:       |    |                    |     |     |
| Juan Pedro Benali |    |                    |     |     |

| Jugador del Partido: Mohamed Sherif (Al-Ahly) Árbitro asistente: Abdelhak Etchiali (Argelia) Mokrane Gourari (Argelia) Cuarto árbitro: Jean-Jacques Ndala Ngambo (RD Congo) Árbitro asistente de video: Abdulrahman Al-Jassim (Catar) Asistente árbitro asistente de video: Khamis Al Marri (Catar) Saoud Ahmed (Catar) | Reglas del partido - 90 minutos. - Tiros desde el punto penal si se mantiene la igualdad al final de los 90 minutos. |  |

|                           |
|                           |
| Bandera de Egipto         |
| Campeón Al-Ahly 7º título |